# Deni (popolo)
I deni (o anche dani) sono un gruppo etnico del Brasile che ha una popolazione stimata in circa 1.254 individui (2010). Parlano la lingua deni (D:Inauini-DAN01) e sono principalmente di fede animista.

## Insediamenti
Vivono nello stato brasiliano dell'Amazonas nella regione del bacino che separa i fiumi Juruá e Purus, nei comuni di Itamarati, Lábrea e Tapauá. Sono correlati ai Jamamadi, con cui spesso sono confusi.

## Storia
Come gli altri popoli stanziati nella regione dei fiumi Juruá e Purus, anche i deni hanno sofferto, durante i primi decenni del XX secolo, dell'avanzata dei raccoglitori di caucciù e dello sfruttamento schiavistico da parte di questi. Ciò portò a numerose dispute territoriali. Solo dopo molte richieste ufficiali da parte di ONG nel 2003 i deni hanno ottenuto la demarcazione di un loro territorio sebbene i problemi derivanti dalle invasioni di pescatori ed estrattori di legname continuino ancora oggi